# Domaće govedo
Domaćim govedom, često jednostavno samo govedom, nazivaju se domesticirani potomci divljeg goveda (Bos taurus). Domesticiranje je počelo prvo radi mesa, a kasnije radi mlijeka i njihove snage korištene za vuču.

## Pripitomljavanje
Današnje domaće govedo prvobitno je došlo iz Anatolije i s Bliskog istoka. Domesticiranje domaćeg goveda počelo je već u 9. tisućljeću pr. Kr. Dokazom se smatra da su od 8 300. pr. Kr. stigli zajedno s poljoprivrednicima na Cipar na kojem do tada nije bilo goveda. 
Od tada su ljudi uzgojili veliki broj različitih pasmina domaćih goveda gdje su djelomično križali Bos taurus s drugim vrstama goveda. Domesticirane su i druge vrste goveda, prije svega u Aziji. Tako od podvrste divljeg goveda, zebu, (Bos primigenius, ponekad Bos taurus) potiče domaće govedo podvrste zebu (Bos primigenius indicus, ponekad Bos taurus indicus), goveda banteng (Bos javanicus) potiče balisko domaće govedo (Bos javanicus f. domestica), gajal (Bos gaurus f. frontalis) potiče od gaura ((Bos gaurus), domaći jak (Bos mutus f. grunniens) od divljeg jaka (Bos mutus), i, za razliku od pravih goveda iz roda Bos, u Aziji je domesticiran je i domaći bivol (Bubalus bubalis f. bubalis) iz roda Bubalus, od azijskog vodenog bivola (Bubalus bubalis).

## Uobičajeni nazivi
- mladunci goveda nazivaju se "tele", u množini telići ili telad
- muško spolno zrelo govedo u dobi između mladunačke i pune zrelosti je "junac", a žensko "junica"; razlikuju se od bika i krave po tome što pokazuju spolni nagon, no nisu se parile niti su tjelesno razvijene do kraja[1]
- spolno zrela ženka domaćeg goveda naziva se "krava", "muzna krava" ili "mliječna krava".
- krava koja nosi mladunca, bremenita krava je "steona krava"
- spolno zreo mužjak domaćeg goveda naziva se "bik".
  - kastrirani mužjak domaćeg goveda naziva se "vol".

## Korištenje
Najveći broj domaćih goveda koja se uzgajaju radi mesa je u Brazilu, oko 200 milijuna. Domaća goveda uzgojena su u vrlo velikom broju različitih pasmina. Pri tome, pasmine su rezultat ciljanog odabira životinja koje se međusobno pare kako bi se dobili potomci određenih svojstava. Pored mesa, mlijeka i kože, izmet domaćih goveda je vrlo cijenjeno prirodno gnojivo u poljoprivredi, a služi i kao gorivo. U velikim dijelovima svijeta domaće govedo, posebno volovi, koriste se i za vuču, a imaju i važnu ulogu u oranju.
Pasmine su razvijane ciljanim parenjem roditeljskih životinja s određenim osobinama, kako bi se kod potomaka sustavno pojačavale željene osobine. Pri tome, slijedila su se dva glavna smjera, povećanje količine mlijeka i povećanje količine i kvalitete mesa.

## Rasprostranjenost
Domaće govedo je rasprostranjeno širom svijeta, pri čemu su zebu pasmine bolje prilagođene tropima nego domaća goveda europskog porijekla. Od kraja 15. stoljeća Europljani dovode domaće govedo u Amerike, na niz otoka, u Australiju i na Novi Zeland gdje se vrlo brzo razvijaju krda podivljalih goveda. Međutim, od 18. stoljeća ta krda se počinju propadati, iz nikad do kraja objašnjenih razloga. Danas postoji samo još na otoku Amsterdam jedna populacija podivljalih domesticiranih goveda.
Također, postoje i nastojanja povratnog uzgoja, obrnutog procesu domesticiranja, pri čemu se pokušava uzgojiti ponovo osnovni oblik divljeg goveda kakav je bio prije procesa domesticiranja. Ta goveda dobila su ime po braći Heinz i Lutz Hecku koji su počeli s tom vrstom uzgoja, heckova goveda. Od 1980-ih jedna populacija tih goveda živi u Oostvaardersplassenu (području koje je potpuno prepušteno prirodi), gotovo potpuno prepušteni sami sebi.
Krave se u zadnje vrijeme kolju u velikom broju. Najpoznatije klaonice krava nalaze se u Americi.
Najveći broj domaćih goveda postoji u Indiji, (oko 226 milijuna). U Kini ih je "samo" oko 108, a u SAD-u 96 milijuna.

## Značenja
- kršćanstvo - Simbolom je evanđelista Luke.[2]